# Мужская сборная Северной Македонии по баскетболу

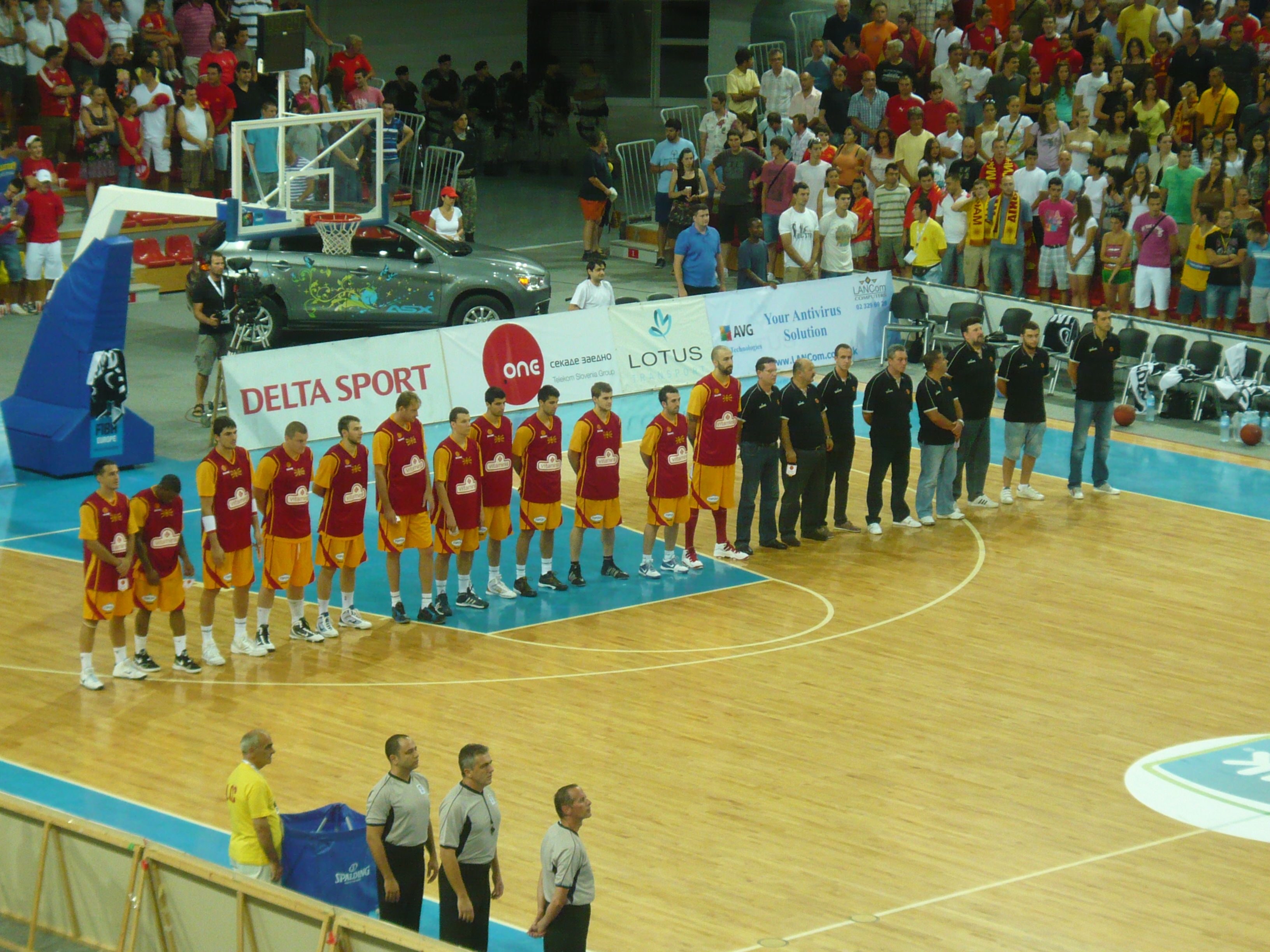
Сборная Македонии перед матчем на арене имени Бориса Трайковски

Сборная Северной Македонии по баскетболу — представляет Северную Македонию на международных соревнованиях.

## Статистика выступлений

### Евробаскет
- 1993 — не квалифицировалась.
- 1995 — не квалифицировалась.
- 1997 — не квалифицировалась.
- 1999 — 13-е место.
- 2001 — не квалифицировалась.
- 2003 — не квалифицировалась.
- 2005 — не квалифицировалась.
- 2007 — не квалифицировалась.
- 2009 — 9-е место.
- 2011 — 4-е место.
- 2013 — 21-е место.
- 2015 — 17-е место.

### Чемпионат мира по баскетболу
Не принимала участия.

### Летние Олимпийские игры
Не принимала участия.

## Состав
| Перейти к шаблону «Состав сборной Македонии по баскетболу» | Состав сборной Македонии по баскетболу |  |

| Поз. | №  | Имя                 | Дата рождения (возраст)   | Рост   | Клуб          |
| ---- | -- | ------------------- | ------------------------- | ------ | ------------- |
| ЛФ   | 4  | Владимир Брчков     | 29 декабря 1989 (35 лет)  | 197 см | Кожуф         |
| РЗ   | 5  | Владо Илиевски      | 19 января 1980 (45 лет)   | 187 см | Орландина     |
| РЗ   | 6  | Дарко Соколов       | 8 мая 1986 (38 лет)       | 190 см | Карпош Соколи |
| РЗ   | 7  | Александар Костоски | 5 марта 1988 (37 лет)     | 188 см | Куманово      |
| АЗ   | 8  | Войдан Стояновски   | 9 декабря 1987 (37 лет)   | 194 см | Андорра       |
| АЗ   | 9  | Дамьян Стояновски   | 9 декабря 1987 (37 лет)   | 196 см | МЗТ           |
| АЗ   | 10 | Марко Симоновски    | 28 июня 1989 (35 лет)     | 192 см | МЗТ           |
| Ц    | 11 | Любомир Младеновски | 2 мая 1995 (29 лет)       | 207 см | МЗТ           |
| ЛФ   | 12 | Боян Трайковски     | 11 сентября 1986 (38 лет) | 197 см | Сигал         |
| ТФ   | 13 | Стоян Гьюроски      | 6 ноября 1991 (33 года)   | 202 см | Левски        |
| ТФ   | 14 | Ричард Хендрикс     | 15 ноября 1986 (38 лет)   | 203 см | Уникаха       |
| Ц    | 15 | Предраг Самарджиски | 11 апреля 1986 (38 лет)   | 215 см | МЗТ           |